# Geastrum minimum
Espèce
Geastrum minimum, le Géastre nain, est une espèce de champignons agaricomycètes de la famille des Geastraceae.